# Ochropleura herculea
Ochropleura herculea là một loài bướm đêm trong họ Noctuidae.